# 2014年英格蘭全國羽毛球錦標賽
2014年英格蘭全國羽毛球錦標賽（English National Badminton Championships 2014），為第51屆英格蘭全國羽毛球錦標賽，是英格蘭國內最高級別的羽毛球比賽。本屆賽事於2014年2月7日至2月9日在英格蘭米尔顿凯恩斯英國國家羽毛球中心（National Badminton Centre）舉行。

## 項目獎牌榜
以下為各項目的優勝者名單：
| 項目     | 金牌                            | 银牌                        | 铜牌                           |
| 男子單打 | 拉吉夫·欧斯夫                   | 山姆·帕森斯                 | 本·贝克曼                      |
| 男子單打 | 拉吉夫·欧斯夫                   | 山姆·帕森斯                 | 托比·潘迪                      |
| 女子單打 | 莎拉·沃克                       | 伊丽莎白·卡恩               | 帕努加·里奥                    |
| 女子單打 | 莎拉·沃克                       | 伊丽莎白·卡恩               | 妮古拉·塞尔方蒂尼              |
| 男子雙打 | 克里斯·爱德考克 安德鲁·埃利斯   | 克里斯·兰格瑞奇 彼得·米尔斯 | 克里斯托弗·高斯 马修·诺丁汉    |
| 男子雙打 | 克里斯·爱德考克 安德鲁·埃利斯   | 克里斯·兰格瑞奇 彼得·米尔斯 | 彼得·布里格斯 哈雷·陶勒        |
| 女子雙打 | 劳伦·史密斯 加布里·爱德考克     | 凯特·罗伯特肖 希瑟·奥利弗   | Suzanne Rayappan 珍妮·沃尔沃克 |
| 女子雙打 | 劳伦·史密斯 加布里·爱德考克     | 凯特·罗伯特肖 希瑟·奥利弗   | Ira Banerjee 杰西卡·皮尤       |
| 混合雙打 | 克里斯·爱德考克 加布里·爱德考克 | 克里斯·兰格瑞奇 希瑟·奥利弗 | 彼得·米尔斯 珍妮·沃尔沃克      |
| 混合雙打 | 克里斯·爱德考克 加布里·爱德考克 | 克里斯·兰格瑞奇 希瑟·奥利弗 | 加里·福克斯 苏菲·布朗          |